# Tangochŏn

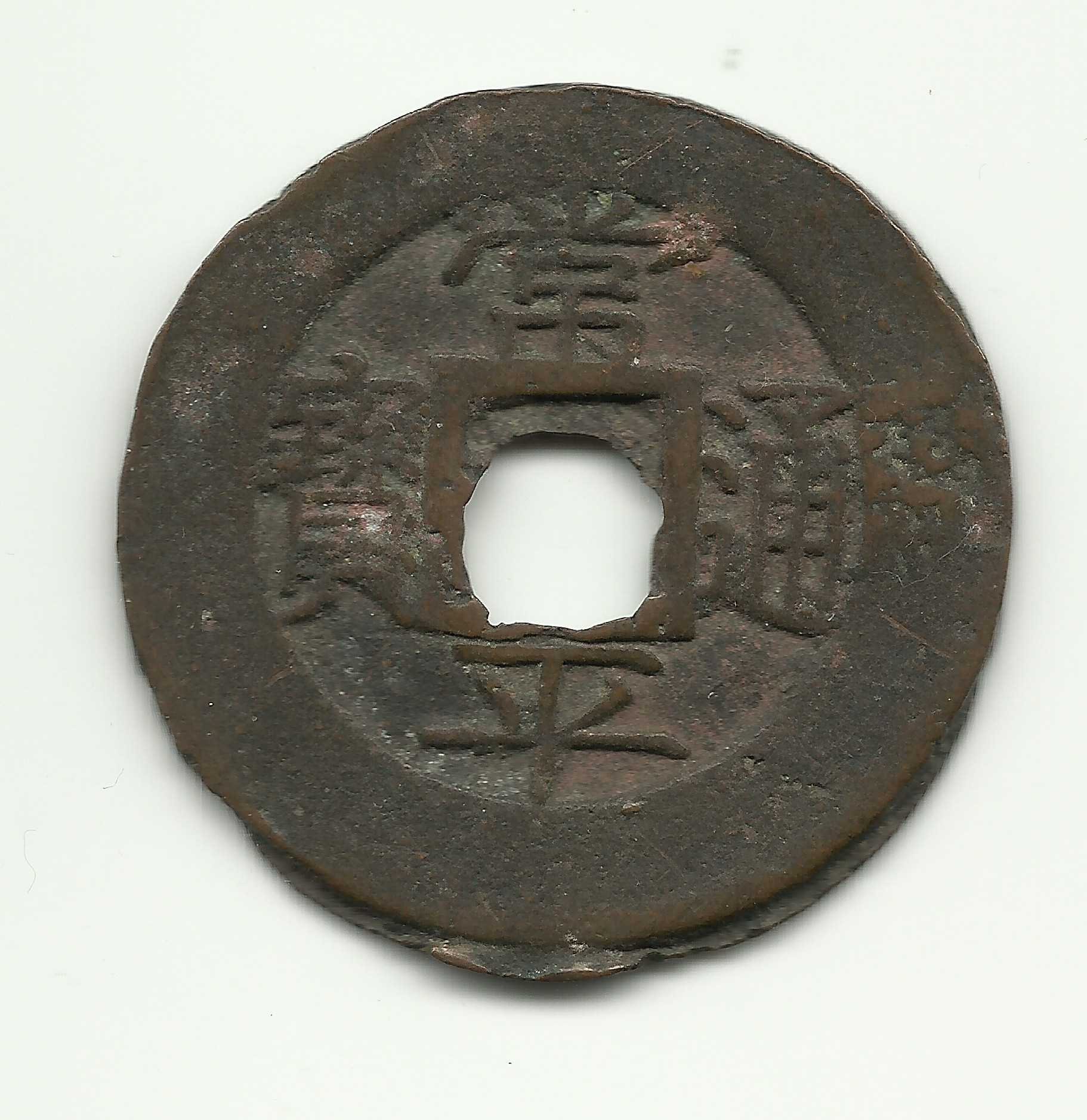
Pièce de Tangochŏn.

Le Tangochŏn (hangeul : 당오전 ; hanja : 當五錢 ; RR : Dangojeon) est une série de pièces coréennes de la période Joseon. Elle est frappée à partir de février 1883 sous le conseil de Paul Georg von Möllendorff, conseiller prussien au service du roi Kojong, et est en circulation jusqu'en 1892. Produit en de très grandes quantités comme le Tangbaekchŏn 20 ans plus tôt, il est à l'origine d'un épisode d'inflation important.